# كارل برول
كارل برول (بالألمانية: Carl Brühl)‏ هو عالم تشريح نمساوي، ولد في 5 مايو 1820 في براغ في التشيك، وتوفي في 1899 في غراتس في النمسا.